# 国吉亮之輔
国吉 亮之輔（國吉 亮之輔、くによし りょうのすけ、1862年11月28日〈文久2年10月7日〉 - 1927年〈昭和2年〉2月26日）は、日本の弁護士、政治家。山口県宇部市長（初代）。族籍は山口県士族。

## 人物
國吉明信の長男。1906年、家督を相続する。法学を修める。法律学士である。弁護士となり、民事刑事の訴訟事務に従事する。1922年3月22日に宇部市長に就任、1926年3月21日に退任した。住所は大阪市東区平野町2丁目、山口県宇部市字小串。

## 家族
国吉家
- 父・明信（1843年 - 1906年）[1] - 明信は共同義会発起人・幹事、福原家家臣[7]、山口県会議員[8]。
- 母・アヤ（1844年 - ?、山口士族、藤本平八の長女）[1]
- 弟・信義（1883年 - 1972年、山口県多額納税者、宇部曹達工業社長、宇部市長、宇部市会議長）[9]
- 妻・イシ（1869年 - ?、山口士族、福田正二の二女）[1]
- 養子・省三（1891年 - 1973年、緑屋百貨店社長、船木鉄道社長）[6][9][10]
- 長女[9]